# (2046) Leningrad
(2046) Leningrad (1968 UD1) – planetoida z pasa głównego asteroid okrążająca Słońce w ciągu 5,62 lat w średniej odległości 3,16 au. Odkryta 22 października 1968 roku.